# Paradelphomyia (Oxyrhiza) nimbicolor
Paradelphomyia (Oxyrhiza) nimbicolor is een tweevleugelige uit de familie steltmuggen (Limoniidae). De soort komt voor in het Palearctisch gebied.